# Нил, Джон Болдуин
Джон Бо́лдуин Нил (англ. John Baldwin Neil; 28 июля 1842, Колумбус, Огайо — 6 октября 1902, там же) — 8-й губернатор территории Айдахо с 1880 по 1883 годы.

## Биография
Джон Болдуин Нил родился 28 июля 1842 года в столице Огайо Колумбусе в семье обеспеченного первопоселенца Роберта Нила. После получение среднего образования он поступил в Военный институт Кентукки.
17 апреля 1861 года, спустя 5 дней после начала Гражданской войны, Нил поступил на службу во второй добровольческий пехотный полк Огайо. Он принял участие в первом сражении при Бул-Ране. 1 октября 1861 года Нил был произведён в лейтенанты, а его полк был приписан к дивизии Уильяма Шермана. Джон Нил сражался на западном театре войны, в том числе в осаде Виксберга и битве при Чаттануге, получив ранение в сражении при Шайло. 14 апреля 1864 года за проявленную в боях храбрость он был повышен в звании до капитана. Во время битвы за Атланту Нил принял участие в сражениях при Ресаке, Далласе, за церковь Эзра и за станцию Лавджой. 23 января 1865 года Нил был произведён в майоры. Окончание войны Нил встретил в ранге подполковника.
После войны Нил работал личным секретарём губернаторов Огайо Ратерфорда Хейса и Эдварда Нойза. 5 сентября 1871 года Нил женился на Мэрион Джоунс. Она родила ему двух дочерей: Флоренс, умершую в десятилетнем возрасте, и Эдит.

## Политическая карьера
12 июля 1880 года Нил был назначен на должность губернатора территории Айдахо. Вскоре после этого Нил узнал, что предшествовавший ему губернатор Мейсон Брейман собирался использовать всё своё влияние, чтобы как можно больше мест в легислатуре Айдахо досталось мормонам с юго-востока Айдахо. Изначально Нил собирался войти в должность в сентябре, но чтобы помешать планам Бреймана и отдать места анти-мормонистам, ему пришлось прибыть в Айдахо как можно скорее. Нил принял присягу 3 августа 1880 года.
В рамках борьбы с мормонами Нил вынес на рассмотрение 11-й легислатуры проект поражения их в правах. Хотя предложение не прошло, Нилу удалось назначить на ответственные посты несколько анти-мормонистов. После этого Нил отправился в Вашингтон, чтобы пролоббировать там анти-мормонские интересы и выступить спикером на заседаниях по анти-полигамии. В качестве аргументов к оправданию кампании против мормонов Нил указывал на убийство президента Гарфилда. В 1882 году был принят Закон Эдмундса, определявший полигамию как фелонию.
Весной 1883 года президент Артур назначил губернатором территории Айдахо Джона Ирвина. Официальная причина замены губернатора строилась на невнятных обвинениях Нила в ряде нарушений, таких как пьянство, леность, непопулярность, непрофессионализм и частое отсутствие на рабочем месте. Но на самом деле позиция губернатора не находила поддержки у нового президента, отдававшего предпочтение непосредственным политическим соперникам Нила.

## После политической карьеры
После отставки Нила анти-мормонисты Айдахо на три года остались без лидера, пока Фред Дюбуа не стал сенатором. Отойдя от политики, Нил приобрёл горнодобывающий бизнес в южно-центральном Айдахо. У него ещё оставался некоторый политический вес, что впоследствии привело к размолвке между ним и Дюбуа и, в конечном итоге, к разделению анти-мормонистов. В конце жизни Нил вернулся в Колумбус, где и скончался от рака гортани 6 октября 1902 года.